# حديقة إقليمية

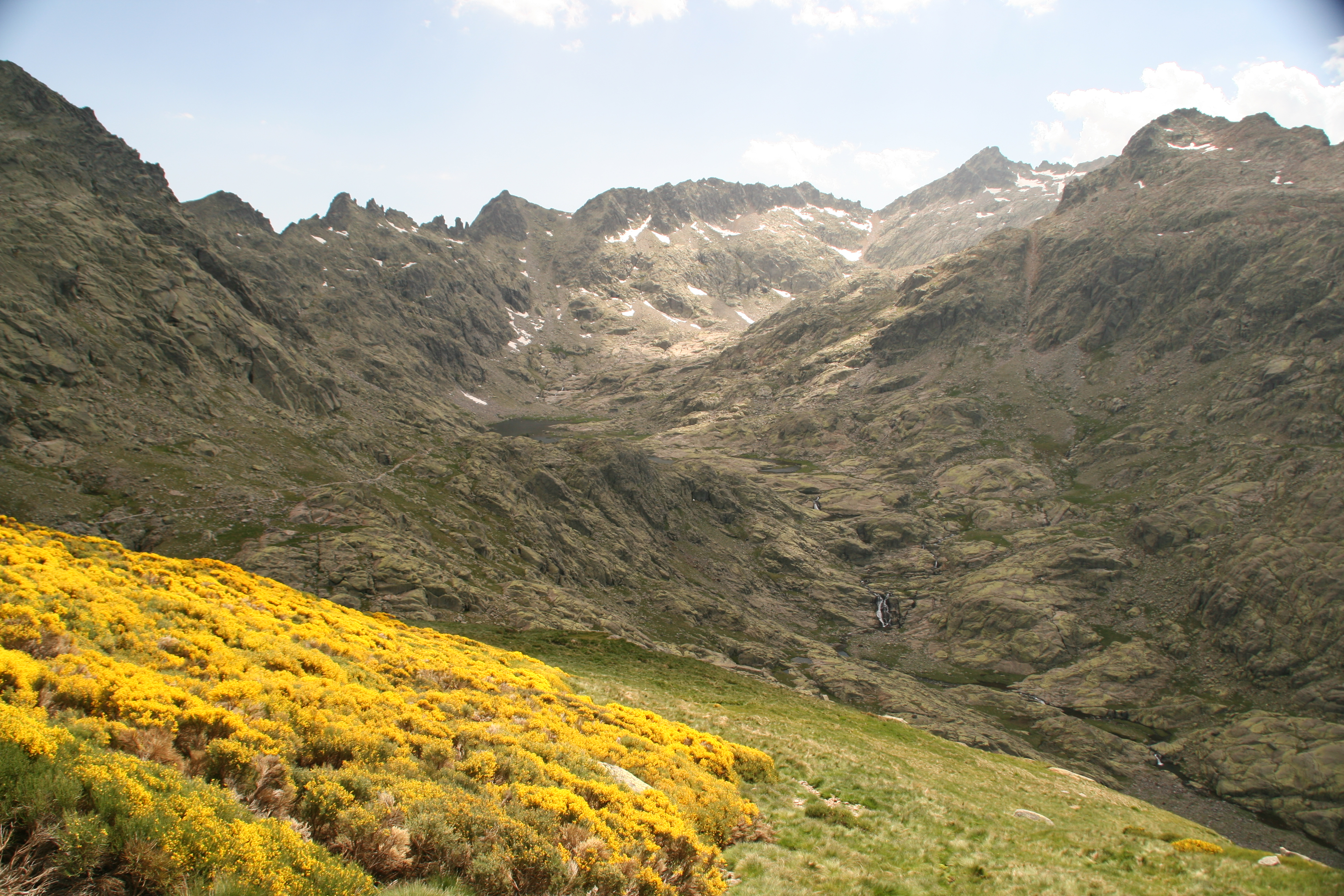

الحديقة الإقليمية (بالإنجليزية: Regional park)‏ هو مصطلح يستخدم للدلالة على مساحة من الأرض التي يرغب في الحفاظ على جمالها الطبيعي والاهتمام التاريخي بها واستعمالها لأغراض الترفيه أو لأسباب أخرى، وتقع تحت إدارة شكل من أشكال الحكم المحلي. يستخدم المصطلح في الولايات المتحدة أيضًا للدلالة على الحدائق الكبرى ضمن المدن.